# Matilde Capuis
Matilde Capuis, née le 1er janvier 1913 à Naples et morte le 31 janvier 2017 à Turin, est une organiste, pianiste, compositrice et centenaire italienne.

## Biographie
Le 1er janvier 2013, elle fête ses cent ans.